# Maino (equip ciclista 1965)
L'equip Maino va ser un equip ciclista italià, de ciclisme en ruta que va competir el 1965. Va estar dirigit per l'exciclista Alfredo Sivocci. No s'ha de confondre amb l'anterior equip Maino.

## Principals resultats

### A les grans voltes
- Giro d'Itàlia
  - 1 participacions (1965)
  - 4 victòries d'etapa:
    - 4 el 1965: Domenico Meldolesi, Raffaele Marcoli (2), Danilo Grassi

- Tour de França
  - 0 participacions

- Volta a Espanya
  - 0 participacions